# The Old Man and the Big 'C'
The Old Man and the Big 'C' (titulado El viejo y el temible 'C' en Latinoamérica y el El viejo y el gran 'C' en España) es el tercer episodio de la undécima temporada de la serie de televisión animada Padre de familia y el número 191 en total. Se estrenó en los Estados Unidos el 4 de noviembre mediante FOX. Originalmente iba a ser transmitido el 21 de octubre de 2012, pero debido a las lluvias el juego 6 de SCLN se transmitió en lugar de la dominación de la animación (Padre de familia, Los Simpson, The Cleveland Show, Bob's Burgers y American Dad). Se emitió en su fecha original el 21 de octubre de 2012 por CJON-DT en Canadá.

## Argumento
En un juego de béisbol, Quagmire accidentalmente pierde su peluca tratando de tomar una pelota que se dirigía a él, Cuando se convierte en el hazmerreír, decide deshacerse de la peluca. El cambio en su apariencia afecta a su actitud, él cambió su actictud como a la de un hombre viejo. Los chicos se vuelven renuentes a pasar el rato con él y lo convencen a conseguir un trasplante de cabello.
Estando en el hospital por el trasplante de cabello de Quagmire, Brian se aleja y escucha por casualidad que Carter tiene cáncer terminal. Él vuelve a casa y le dice a Stewie que lo confirma a través una cámara en línea que tiene oculta en la casa Pewterschmidt. Brian , entonces, le avisa a Lois que su padre le quedaban 2 semanas de vida debido a un cáncer terminal y se dirigen a la casa de su padre, pero cuando llegan se encuentran Carter en buen estado de salud, Lois se molesta con Brian por haberla asustado. Brian sospecha que Carter es un impostor con el fin de proteger los intereses comerciales de la familia y convence a Stewie de seguirlo para probar su teoría.
Brian y Stewie siguen a Carter alrededor de las industrias Pewterschmidt con el fin de demostrar que es un impostor. Ellos escuchan Carter hablando con uno de sus ejecutivos de un "espécimen Z" en los sub-niveles y creen que podrían ser la descripción "real" de Carter Pewterschmidt. Mientras entran a escondidas en un centro médico de nivel inferior para encontrar "el espécimen Z," Brian y Stewie descubre que "espécimen Z" es en realidad una sustancia química que es la cura para el cáncer. Carter los encuentra en la habitación donde encontraron la cura y revela que la tiene desde 1999 pero no la ha anunciado con el fin de proteger a sus ventas de productos farmacéuticos de tratamiento. Carter manda a los guardias a sacar a Stewie y Brian fuera del edificio.
Brian enojado se dirige a casa, pero Stewie le revela que el robo la cura. llegando a casa, le muestran a Lois el "espicén 'Z'", pero Carter llega con hombres de seguridad para quitárselo, Brian dice que es y Lois se siente decepcionada de que no anuncie que tiene la cura, pero después de una larga platica, Lois convence a Carter para que haga público que tiene la cura contra el cáncer.Pero al día siguiente en un comunicado de prensa, que sólo da la noticia de un nuevo tipo de desodorante. Lois llama para averiguar por qué no reveló el secreto que Carter había prometido, pero él le cuelga y le dijo que había mentido.